# Juan Fernández de Navarrete

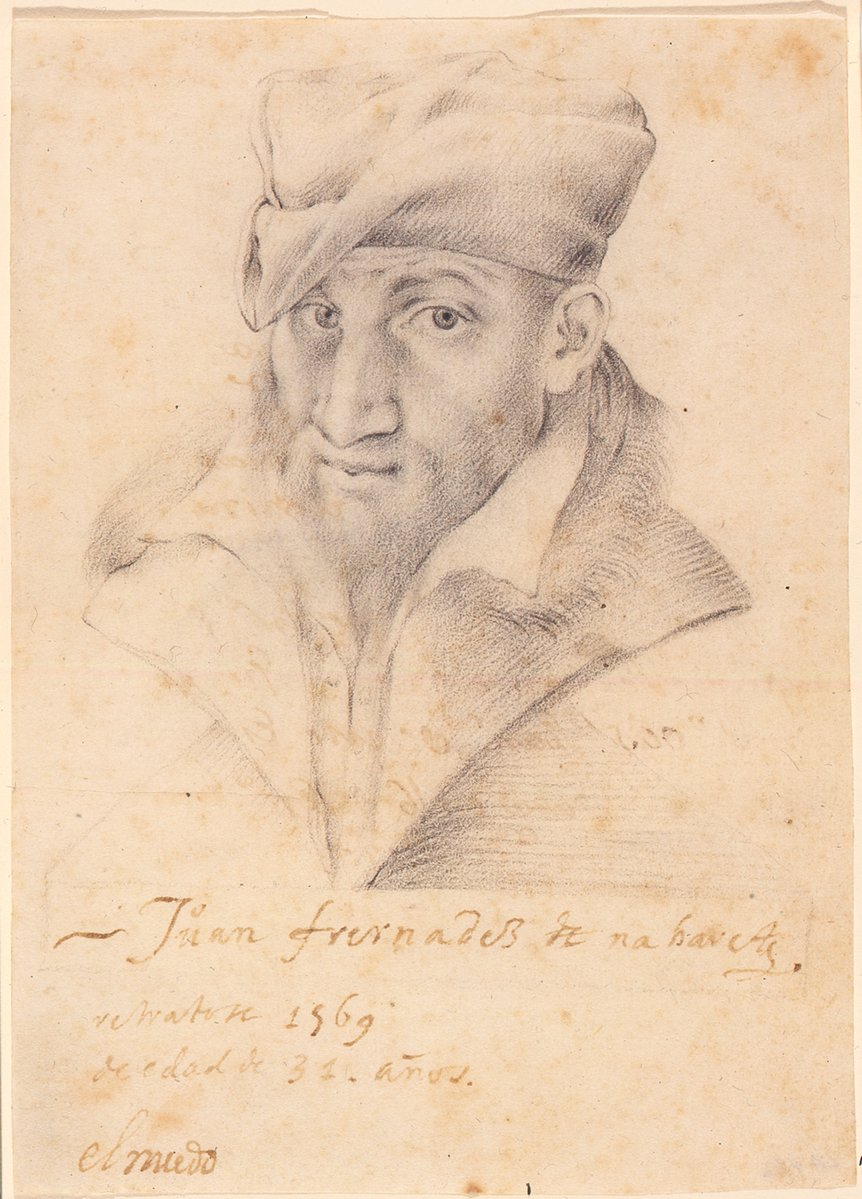
Juan Fernández de Navarrete.

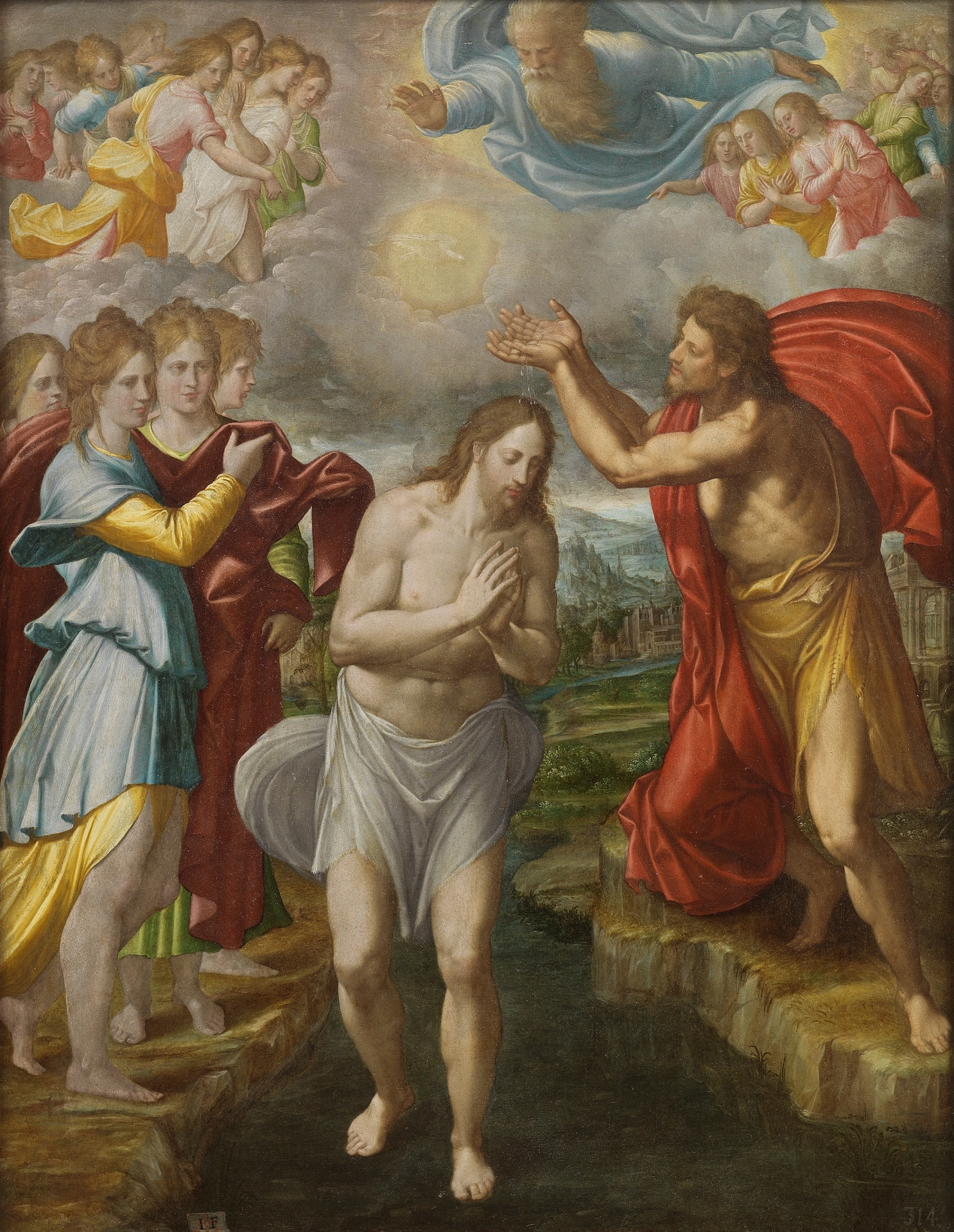
"Batismo de Cristo", por El Mudo

Juan Fernández de Navarrete (também grafado sem o "de") conhecido como Navarrete el Mudo(Logronho, 1526 - Toledo, 1579) foi um pintor maneirista espanhol do renascimento.

## Biografia
Este artigo incorpora texto  (em inglês) da Encyclopædia Britannica (11.ª edição), publicação em domínio público.
Uma doença na infância privou Navarrete de sua audição, mas desde tenra idade começou a expressar sua tendência pictórica, esboçando desenhos com um pedaço de carvão. Recebeu suas primeiras instruções artísticas com o frei Vicente de Santo Domingo, monge hieronimita em Estella, e também com Gaspar Becerra. Visitou Nápoles, Roma, Florença e Milão. Conheceu Pellegrino Tibaldi em Roma, em 1550.
De acordo com a maioria das fontes foi durante tempo considerável discípulo e assistente de Ticiano, em Veneza. Em 1568 Filipe II o chamou a Madri, onde recebeu o título de pintor real e passou a receber salário, sendo encarregado da pintura de quadros para El Escorial. Durante as décadas de 1560 e 1570 o enorme monastério-palácio de El Escorial ainda estava em construção e Filipe II enfrentava dificuldades para encontrar bons artistas para as muitas pinturas que sua decoração exigia. Ticiano já estava muito idoso, e morreu em 1576, e Tintoretto, Veronese e Antônio Mouro havia se recusado em ir para a Espanha. Filipe teve de confiar no talento menor de Navarrete, cuja seriedade e decoro (a gravedad y decoro) exigidos pelo monarca foram por este aprovados. Durante onze anos, até sua morte, El Mudo trabalhou em El Escorial.

## Obra
Dentre seus mais célebres trabalhos há uma "Natividade" (onde, assim como na famosa obra-prima de Correggio, a luz emana do menino-Jesus), um "Batismo de Cristo" (atualmente no Museu do Prado) e "Abraão visitado pelos três Anjos" (um dos seus últimos trabalhos, datado de 1576).
Executou muitas peças de altar, todas caracterizados pelo arrojo e liberdade no desenho, e pelo colorido morno e rico, que deram-lhe o epíteto de "Ticiano espanhol".
Outros quadros:
- São Jerónimo (1569)
- Martírio de Santiago (1571)
- Nascimento de Jesus (1575)
- Enterro de São Lourenço (1579)